# Satellite Stories
Satellite Stories is een Finse indieband uit Oulu ontstaan in 2008. De band bestaat uit: Esa Mankinen (zanger, gitarist) Jyri Pesonen (bassist) Marko Heikinen (gitarist) en Olli-Pekka Ervasti (drummer). Debuutalbum Phrases to Break the Ice kwam uit op 21 september 2012 op het onafhankelijke label XYZ Berlin. Later in datzelfde jaar werd de band ondergebracht bij BMG. In 2013 nam ze haar tweede album, Pine Trails, op en in 2015 verscheen Vagabonds.